# 沈庆
沈庆（1970年4月1日—2022年5月23日）是中国歌手，作词人，作曲人，出生于四川省乐山市，毕业于中国农业大学工管系。校园民谣风格的代表人物，著名作品有《青春》、《乐山往事》等。